# 天主教釜山教区

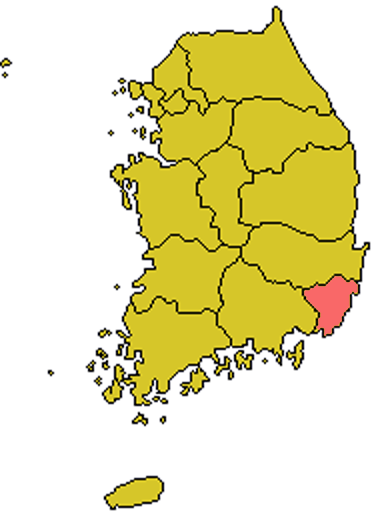
教區範圍

天主教釜山教區（拉丁語：Dioecesis Pusanensis）是韓國一個羅馬天主教教區，屬大邱總教區。範圍包括慶尚南道東部、蔚山廣域市，以及座堂所在的釜山廣域市。
2007年，有379,030名教友，估轄區總人口7%，有95個堂區、249名司鐸、51名修士、611名修女。
1957年設監牧區，1962年3月10日被升為教區。現任主教為孫參瑞，榮休主教為黃哲洙。